# CD Guijuelo
Club Deportivo Guijuelo – hiszpański klub piłkarski, grający w Segunda División B, mający siedzibę w mieście Guijuelo.

## Znani gracze
- Pablo Zegarra
- José Romero Jiménez
- David Montero

## Sezony
- 12 sezony w Segunda División B
- 3 sezonów w Tercera División